# Wilkes 400 1970
Wilkes 400 1970 var ett stockcarlopp ingående i Nascar Grand National Series (nuvarande Nascar Cup Series) som kördes 4 oktober 1970 på den 0,625 mile (1005,84 meter) långa ovalbanan North Wilkesboro Speedway i North Wilkesboro, North Carolina. Totalt avverkades 250 miles (402,336 km) fördelat på 400 varv. Banunderlaget var asfalt. Loppet vanns av Bobby Isaac i en Dodge på tiden 2:46.20 körande för K&K Insurance Racing. Isaacs snitthastighet uppgick till 90,162 mph. Prispotten uppgick till 25 175 dollar, varav 5 825 dollar gick till segraren.

## Resultat
| Plc     | Nr | Förare          | Team/ bilägare              | Konstruktör | Start | Varv | Ledda varv |
| ------- | -- | --------------- | --------------------------- | ----------- | ----- | ---- | ---------- |
| 1       | 71 | Bobby Isaac     | K&K Insurance Racing        | Dodge       | 1     | 400  | 179        |
| 2       | 43 | Richard Petty   | Petty Enterprises           | Plymouth    | 3     | 400  | 216        |
| 3       | 98 | Donnie Allison  | Junior Johnson & Associates | Ford        | 2     | 399  | 5          |
| 4       | 22 | Bobby Allison   | Mario Rossi                 | Dodge       | 4     | 395  | 0          |
| 5       | 48 | James Hylton    | Hylton Engineering          | Ford        | 8     | 393  | 0          |
| 6       | 72 | Benny Parsons   | DeWitt Racing               | Ford        | 11    | 393  | 0          |
| 7       | 06 | Neil Castles    | Neil Castles                | Dodge       | 9     | 392  | 0          |
| 8       | 20 | Clyde Lynn      | Negre Racing                | Ford        | 10    | 386  | 0          |
| 9       | 39 | Friday Hassler  | James Hanley                | Chevrolet   | 5     | 385  | 0          |
| 10      | 25 | Jabe Thomas     | Robertson Racing            | Plymouth    | 12    | 383  | 0          |
| 11      | 64 | Elmo Langley    | Langley-Woodfield Racing    | Ford        | 7     | 383  | 0          |
| 12      | 79 | Frank Warren    | Warren Racing               | Plymouth    | 14    | 382  | 0          |
| 13      | 26 | Dave Marcis     | Brooks Racing               | Ford        | 20    | 379  | 0          |
| 14      | 24 | Cecil Gordon    | Gordon Racing               | Ford        | 17    | 376  | 0          |
| 15      | 34 | Wendell Scott   | Scott Racing                | Ford        | 26    | 366  | 0          |
| 16      | 28 | Bill Hollar     | Hollar Racing               | Ford        | 30    | 358  | 0          |
| 17      | 87 | Lee Roy Carrigg | John Pemberton              | Ford        | 27    | 352  | 0          |
| 18      | 54 | Bill Dennis     | Bill Dennis                 | Chevrolet   | 22    | 346  | 0          |
| 19      | 58 | Bub Strickler   | Bub Strickler               | Chevrolet   | 28    | 316  | 0          |
| 20      | 45 | Bill Seifert    | Seifert Racing              | Ford        | 24    | 273  | 0          |
| 21      | 70 | J.D. McDuffie   | McDuffie Racing             | Mercury     | 18    | 235  | 0          |
| 22      | 8  | Ed Negre        | Negre Racing                | Ford        | 13    | 223  | 0          |
| 23      | 46 | Roy Mayne       | Tom Hunter                  | Chevrolet   | 25    | 212  | 0          |
| 24      | 4  | John Sears      | John Sears                  | Dodge       | 16    | 202  | 0          |
| 25      | 10 | Bill Champion   | Champion Racing             | Ford        | 23    | 186  | 0          |
| 26      | 32 | Dick Brooks     | Brooks Racing               | Plymouth    | 6     | 176  | 0          |
| 27      | 57 | Johnny Halford  | Ervin Pruit                 | Dodge       | 19    | 113  | 0          |
| 28      | 5  | Buddy Arrington | Arrington Racing            | Dodge       | 21    | 95   | 0          |
| 29      | 33 | Wayne Smith     | Wayne Smith                 | Chevrolet   | 29    | 92   | 0          |
| 30      | 49 | G.C. Spencer    | GC Spencer Racing           | Plymouth    | 15    | 63   | 0          |
| Källor: |    |                 |                             |             |       |      |            |